# Lindenberg (Barnim)
Lindenberg is een plaats in de Duitse gemeente Ahrensfelde (Brandenburg), deelstaat Brandenburg, en telt 2500 inwoners (2006).